# 苦刺
苦刺（学名：Solanum deflexicarpum），为茄科茄属下的一个植物种。